# Punkvoter
Punkvoter är en organisation startad av NOFX-frontmannen Mike Burkett, även känd som Fat Mike. Målet med Punkvoter är att få republikanerna, med George W Bush i spetsen, ut ur Vita Huset. Punkvoter har släppt samlingsskivor med namnet "Rock Against Bush", samt arrangerat livekonsterter där de uppmanat publiken att registrera sig för att rösta. Band som associerat sig med Punkvoter innefattar Green Day, Offspring, Circle Jerks, The Donnas och The (International) Noise Conspiracy. Även många skivbolag och individuella Bush-motståndare samarbetar med Punkvoter.